# Тіас (Лас-Пальмас)
Тіас (ісп. Tías) — муніципалітет в Іспанії, у складі автономної спільноти Канарські острови, у провінції Лас-Пальмас, на острові Лансароте. Населення — 19 869 осіб (2010).
Муніципалітет розташований на відстані близько 1560 км на південний захід від Мадрида, 200 км на північний схід від міста Лас-Пальмас-де-Гран-Канарія.
На території муніципалітету розташовані такі населені пункти: (дані про населення за 2010 рік)
- Ла-Асомада: 874 особи
- Коніль: 361 особа
- Мачер: 1065 осіб
- Масдаче: 346 осіб
- Пуерто-дель-Кармен: 11160 осіб
- Тіас: 5852 особи
- Вега-де-Тегойо: 211 осіб

## Демографія
Динаміка населення (INE ):